# ハネムーンデザート

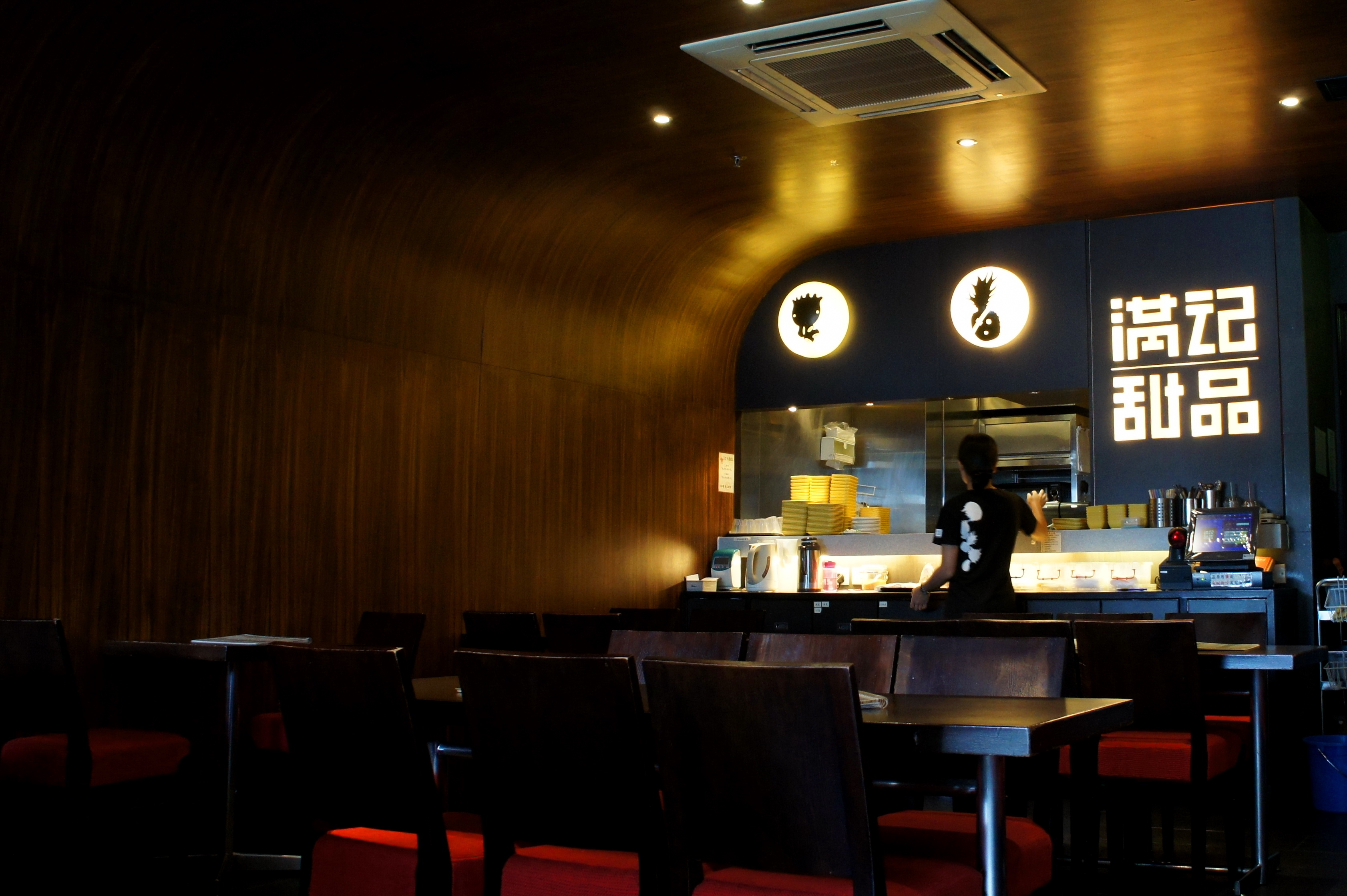
ハネムーンデザートの店内（香港・昂坪店）

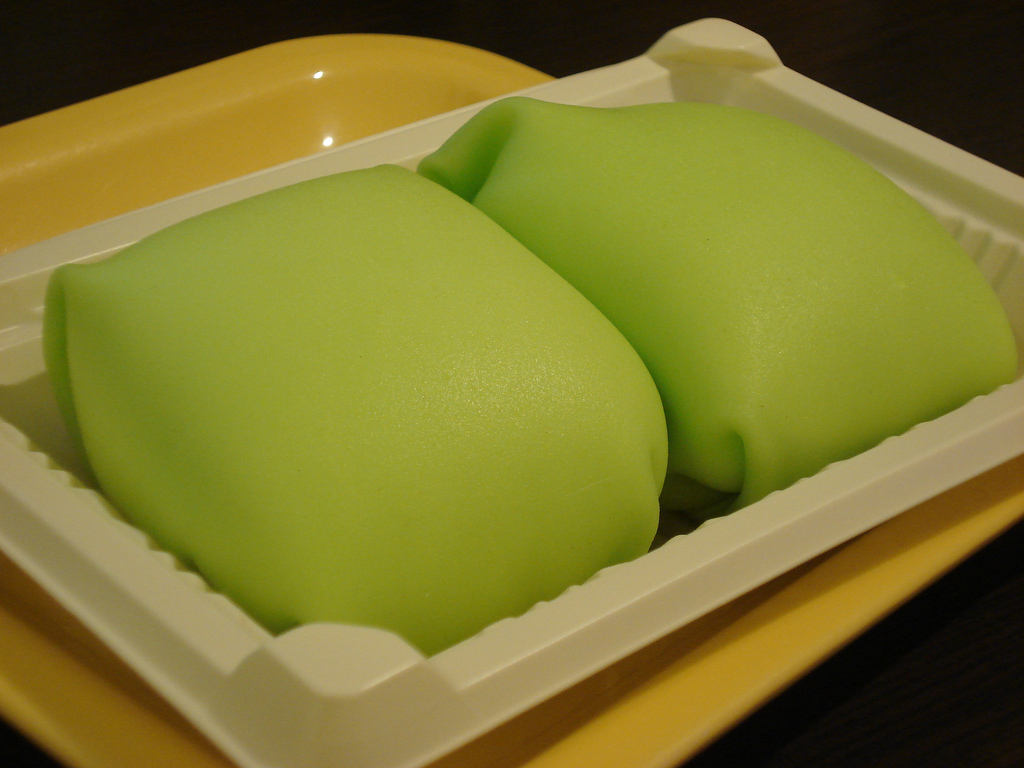
ドリアンパンケーキ

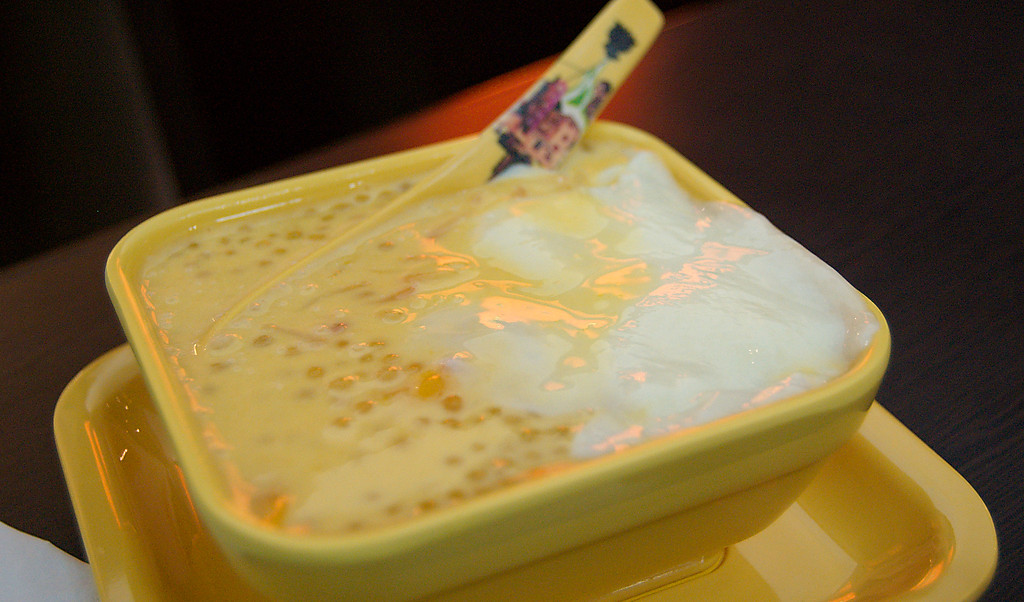
楊枝甘露

ハネムーンデザート（Honeymoon Dessert）あるいは満記甜品（まんきてんぴん、広東語 滿記甜品(ムンゲイティムバン、Mun5gei3 Tim4ban2)、中国語 满记甜品 (マンジーティエンピン、Mănjì Tiánpĭn)）は、香港に本部を持つ甘味処チェーン店。香港以外では、中国の大都市やインドネシア、シンガポールに店舗がある。

## 概要
1995年に香港新界の西貢で開業。新鮮な材料をふんだんに使ったマンゴープリンやマンゴーパンケーキが評判となり、香港で店舗を増やしていった。品目も従来の伝統的な小豆の汁粉、仙草ゼリー、白玉団子の他、ドリアンパンケーキ、タピオカパールを使った楊枝甘露や「白雪黒珍珠」などにも広がった。豆腐、パパイヤ、ニッパヤシ、エゾアカガエル等の輸卵管の周りの脂肪(雪蛤膏)を使った商品もあり、バニラアイスクリーム、緑茶アイスクリームなどを各種商品にトッピングすることもできる。
2012年3月現在、香港に16店舗、中国では上海市に21店舗、北京市に11店舗、広州市に9店舗、杭州市に8店舗の他、珠海市、中山市、仏山市、東莞市、肇慶市、瀋陽市、天津市、済南市、合肥市、南京市、蘇州市（常熟市、崑山市を含む）、無錫市、常州市、寧波市、紹興市、福州市、アモイ市、重慶市、成都市、南寧市、三亜市に店舗を持つ。
材料や商品の品質確保と効率化のために、セントラルキッチン方式を採用している。また、味の決め手となる原料のフルーツ加工工場をタイに有する。